# Rue des Salenques
La rue des Salenques (en occitan : carrièra de las Salencas) est une voie de Toulouse, chef-lieu de la région Occitanie, dans le Midi de la France.

## Situation et accès

### Description
La rue des Salenques est une voie publique. Elle se trouve dans le quartier Arnaud-Bernard, dans le secteur 1 - Centre. Elle appartient au site patrimonial remarquable de Toulouse.
La chaussée compte une seule voie de circulation automobile en sens unique, de la place du Peyrou vers la place Saint-Julien. Elle appartient à une zone de rencontre et la vitesse y est limitée à 20 km/h. Il n'existe pas de bande, ni de piste cyclable, quoiqu'elle soit en double-sens cyclable.

### Voies rencontrées
La rue des Salenques rencontre les voies suivantes, dans l'ordre des numéros croissants (« g » indique que la rue se situe à gauche, « d » à droite) :
1. Rue Albert-Lautman (g)
2. Place du Peyrou (d)
3. Place Saint-Julien (g)
4. Rue d'Embarthe (d)

### Transports
La rue des Salenques est parcourue et desservie par la navette Ville. La station de métro la plus proche est la station Compans-Caffarelli, sur la ligne de métro , près du boulevard Lascrosses, où marquent également l'arrêt la ligne de Linéo L1 et les lignes de bus 144563, ainsi que la navette Aéroport.
Il existe de plus plusieurs stations de vélos en libre-service VélôToulouse dans la rue des Salenques ou à proximité immédiate : les stations no 30 (40 place Anatole-France), no 31 (7 rue des Salenques), no 53 (place Saint-Julien) et no 54 (10 rue de la Chaîne).

## Odonymie
La rue des Salenques tient son nom de l'abbaye des Salenques, une abbaye cistercienne de femmes, fondée en 1353 par Aliénor de Comminges, comtesse de Foix-Béarn, et son fils, Gaston Fébus, aux Bordes-sur-Arize (Ariège). L'abbaye avait été détruite en 1574 pendant les guerres de religion, et les religieuses s'étaient depuis établies à Montesquieu-Volvestre. Elles décidèrent en 1679 de s'installer à Toulouse, ce qui fut fait en 1681 (actuels no 7-11). On leur donna parfois le nom de Bernardines, car elles appartenaient à l'ordre des Cisterciens, qui s'était développé au XIIe siècle grâce à la prédication de Bernard de Clairvaux.
Au Moyen Âge, la rue porta d'abord le nom des Ouveillers (carraria Ouvelheriorum en latin médiéval), du nom qu'on donnait aux bergers (ovelhèrs ou avelhèrs en occitan gascon). Elle était aussi appelée rue du Peyrou, comme la petite place voisine. L'origine de ce nom est peu claire. L'historien toulousain Guillaume Catel, au XVIIe siècle, l'attribuait à un petit pilier de pierre, à l'angle de la place, qui aurait porté une statue de saint Laurent, ensuite disparue. Pierre Salies, qui réfute cette hypothèse, fait celle de la présence d'un dépôt de pierre de construction qui se serait trouvé à cet endroit, entre le XIe siècle et le XIIe siècle, lors de l'édification de l'église Saint-Sernin. En effet, la rue se trouve à proximité des rues Valade et Albert-Lautman, qui correspondent au chemin qui allait du port Bidou (actuel port Saint-Pierre), sur la Garonne, où étaient déchargées les pierres, au chantier de construction (actuelle place Saint-Sernin). Enfin, elle fut connue à partir du XVe siècle comme la rue des Vigourouses, sans que ce nom puisse être expliqué (vigorós, « vigoureux, fort » en occitan). À partir de la fin du XVIIe siècle, il rentra en concurrence avec celui des Salenques. En 1794, pendant la Révolution française, elle devint la rue les Vertus, sans que le nom subsiste.

## Histoire

### Moyen Âge
Au Moyen Âge, le quartier de l'actuelle rue des Salenques se trouve hors de l'enceinte de la ville, au nord de la Porterie, la porte nord (emplacement de l'actuelle place du Capitole). C'est dans la première moitié du XIIe siècle qu'elle commence à s'urbaniser, grâce au développement du bourg autour de l'abbaye Saint-Sernin. Ce n'est probablement qu'un simple chemin qui mène, par l'actuelle rue des Lois, de la Porterie à la porte de Las Croses (emplacements de l'actuel no 15 place Saint-Julien, puis de l'actuel no 15 rue Lascrosses). Le nom de rue des Ouvelhers, c'est-à-dire « des bergers », qui apparaît au XVe siècle, rend compte du caractère agricole que garde ce quartier à la fin du Moyen Âge. Le faible nombre d'habitants explique d'ailleurs la variation des capitoulats auxquels appartient la rue : c'est d'abord, en 1188, le capitoulat de las Croses, puis à partir de 1336 le capitoulat de Saint-Julien, qui est finalement absorbé en 1438 dans le capitoulat de Saint-Pierre-des-Cuisines.
C'est au XIVe siècle que semble se développer le petit prieuré de Saint-Julien, à l'extrémité de la rue des Ouvelhers (emplacement de l'actuel no 45). Ce petit prieuré reste cependant mal connu et ses biens se limitent à un arpent de terres (environ un demi-hectare).

### Période moderne
Au XVIe siècle et au XVIIe siècle, la rue des Vigourouses est bordée de quelques maisons basses, derrière lesquelles s'étendent de grandes parcelles cultivées. C'est en 1681 que s'installe une nouvelle congrégation religieuse, qui va donner son nom à la rue, les Bernardines, religieuses cisterciennes de l'abbaye des Salenques. Elles s'étaient installé à Montesquieu-Volvestre après la ruine de leur abbaye lors des guerres de Religion, en 1574. L'abbesse, Philiberte de L'Isle de Noé, demande en 1677 la translation de la communauté à Toulouse. Plusieurs maisons sont achetées dans la rue des Vigourouses entre 1680 et 1681, permettant l'installation des religieuses le 21 mars de cette année.
En 1761, l'architecte Hyacinthe de Labat de Savignac se voit confier la transformation du couvent des Bernardines. Il élève entre 1761 et 1768 de nouveaux bâtiments conventuels dans le goût néo-classique sur la rue des Salenques (actuels no 7-9). À la même époque, les propriétaires de la rue font édifier de nouveaux immeubles, dont les simples façades témoignent de la relative pauvreté du quartier (actuels no 11-11 bis, 13, 15 et 19 ; no 4 et 10).

### Époque contemporaine
La Révolution française bouleverse considérablement le quartier de la rue des Salenques, où se concentrent de nombreuses institutions religieuses. En 1790, les congrégations religieuses sont interdites et dissoutes, tandis que leurs propriétés deviennent biens nationaux. Le petit prieuré Saint-Julien, qui subsiste encore, est vendu au commerçant Rességuier, le 13 mars 1793. Le couvent des Bernardines, qui ne comptait plus que neuf religieuses, est fermé, ses bâtiments et ses dépendances n'étant vendus que le 20 mars 1807 à un certain Cabare. Pourtant, l'année suivante, le couvent, l'église et le jardin sont affectés par l'empereur Napoléon Ier au patrimoine de la 10e cohorte de la Légion d'honneur,.
Le visage de la rue se transforme au cours du XIXe siècle : la municipalité souhaite élargir les rues de la ville afin de favoriser la circulation et l'hygiène. Plusieurs immeubles bas, parfois de simples maisons à un seul étage, sont construits en respectant le nouvel alignement (actuels no 17 et 31 à 47 ; no 2 à 6, 12 à 28 bis et 30 à 36). Elle gagne de plus un certain caractère militaire. Déjà, le vaste espace occupé par les domaines des Chartreux et des Capucins, entre la rue Valade, la rue des Puits-Creusés et le rempart médiéval avaient été dévolus à l'Arsenal et à l'école d'Artillerie. La construction sur le boulevard Lascrosses, entre 1846 et 1851 du « Quartier neuf d'artillerie », la caserne Caffarelli, et entre 1860 et 1875 du « Nouveau Quartier d'artillerie », la caserne Compans, renforce la présence des militaires dans le quartier. Les bâtiments de l'ancien couvent des Bernardines restent également aux Armées, qui y aménage la caserne des Salenques – ou caserne Robert – pour y recevoir les troupes de passage. Elle est ensuite occupée par la 2e compagnie d'ouvriers d'artillerie.
À la fin des années 1880, l'université toulousaine se réorganise. Alors qu'on construit de nouveaux bâtiments pour la faculté des Sciences et la faculté de Médecine et de Pharmacie sur les allées Saint-Michel (actuels no 37 à 41 allées Jules-Guesde), on décide d'élever de nouveaux bâtiments pour la faculté des Lettres, qui se trouve à l'étroit dans les bâtiments de l'ancien collège de Périgord (actuels no 56-60 rue du Taur). Après rachat de plusieurs maisons, l'architecte de la ville, Arban, commence en 1888 la construction des bâtiments de la nouvelle faculté à l'angle de la rue de l'Université (actuel no 4 rue Albert-Lautman). Ils sont inaugurés le 17 novembre 1892 par le président de la République, Sadi Carnot.
Mais rapidement, les bâtiments de la faculté des Lettres se trouvent insuffisants. On réfléchit déjà, en 1906, à l'agrandir en démolissant la caserne Robert : il faut pour cela que la ville accepte de financer la construction d'une nouvelle caserne sur les terrains de l'École d'artillerie, mais le projet, évalué à 500 000 francs s'avère trop coûteux et la caserne est finalement occupée par les sapeurs-pompiers de la ville. Dans les années 1930, le projet d'extension est relancé, avec le soutien du recteur, Joseph Gheusi, et du maire de la ville, Étienne Billières. En 1934, un nouveau bâtiment est construit par l'architecte Joseph Thillet, dans la cour intérieure de l'université, pour abriter un nouvel amphithéâtre et des salles de cours. En 1936, la caserne Robert est enfin cédée par le ministère des Armées afin de permettre le prolongement des travaux de l'université par la construction d'un nouveau bâtiment sur la rue des Salenques. Une campagne menée par les Toulousains de Toulouse permet finalement la préservation des vieux bâtiments du couvent des Bernardines, simplement réaménagés pour accueillir les étudiants.
Dans la deuxième moitié du XXe siècle encore, plusieurs immeubles insalubres sont encore démolis pour faire place à des constructions plus modernes (actuels no 23-25 et 29 ; no 8, 28 ter et quater).

## Patrimoine

### Université Toulouse-I-Capitole
L'université Toulouse-I-Capitole occupe depuis 1970 un ensemble de bâtiments, entre les rues des Puits-Creusés, Albert-Lautman et des Salenques, désigné comme les « anciennes facultés ». Il s'agit à proprement parler de plusieurs bâtiments, édifiés à des époques différentes et réunis progressivement au cours du XIXe siècle et du XXe siècle qui sont affectés, pour ceux sur la rue des Salenques, à la faculté de Lettres de Toulouse. En 1970, la faculté de Lettres, devenue depuis 1969 université Toulouse-II, s'installe sur le campus du Mirail et abandonne les bâtiments de la rue des Salenques à l'ancienne faculté de Droit, devenue université Toulouse-I.
- no  1 : ancienne faculté de Lettres. 
La nouvelle faculté des Lettres est élevée à l'angle de la rue Albert-Lautman entre  1888 et 1892, sur les plans de l'architecte de la ville Arban, dans un style éclectique caractéristique de la IIIe République. La façade sur la rue des Salenques se développe sur dix travées, rythmées par les ouvertures des fenêtres. La brique est rehaussée par l'utilisation de la pierre, utilisée pour les chaînages d'angle, les encadrements des fenêtres et la corniche. Le bâtiment est occupé par l'Institut de préparation aux affaires (IPA), devenu Institut d'administration des entreprises (IAE) et finalement renommé Toulouse School of Management en 2017.
La faculté est agrandie en 1934 par la construction d'un nouvel amphithéâtre, par l'architecte Joseph Thillet. Le bâtiment, d'un style Art déco régionaliste, est en brique. Les trois travées centrales sont mises en valeur par trois grandes arcades qui embrassent le rez-de-chaussée et le 1er étage. Entre les arcades vient prendre place un décor de bas-reliefs en pierre, dus au sculpteur Camille Raynaud. Dans un décor de feuillages, d'où émergent une branche de laurier et une branche de chêne évoquant la réussite et la force, sont représentés, à gauche, le blason de la ville et, à droite, le sceau de l'université, encadrant une représentation de la Connaissance, sous les traits d'une femme assise portant un livre. À l'intérieur, l'amphithéâtre, qui porte désormais le nom du jurisconsulte toulousain Jacques Cujas, est décoré d'un triptyque, peint par Joseph Bergès, qui représente une scène pastorale au pied de temples antiques[15]. L'aile en retour à droite est occupée par des salles de cours.

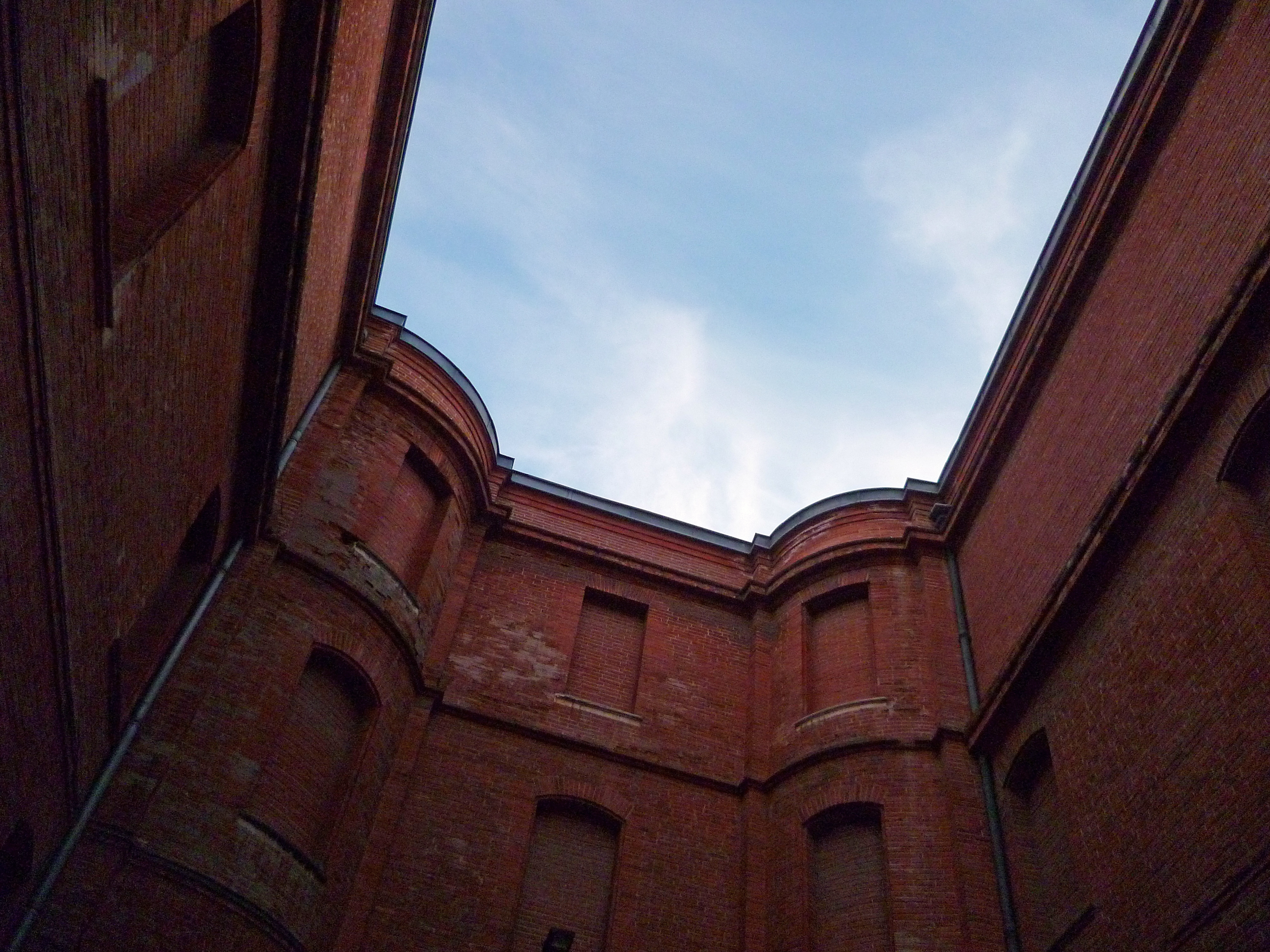
no 7 : la cour intérieure du couvent des Bernardines des Salenques.

- no  7-9 : couvent des Bernardines ; caserne Robert ; faculté de Lettres. 
L'architecte Hyacinthe de Labat de Savignac élève, entre 1761 et 1768, pour les religieuses bernardines des Salenques de nouveaux bâtiments conventuels, dans le style néo-classique. En 1815, les bâtiments sont affectés aux Armées et ils sont débord affectés aux troupes de passage, puis au Génie militaire et, au début du XXe siècle, aux pompiers. En 1936, les bâtiments sont finalement cédés à la faculté de Lettres de l'université de Toulouse. 
Trois corps de bâtiments encadrent une cour intérieure. Elle est séparée de la rue par un mur de clôture, percé d'une porte et surmonté d'un blason, martelé à la Révolution et encadré de feuillages. Au fond de la cour, une arcade donne accès aux anciens jardins du couvent, aujourd'hui jardin intérieur de l'université. Le corps de bâtiment à droite compte douze travées, ouvert par de hautes fenêtres rectangulaires. Les niveaux sont séparés par une corniche moulurée. Il abrite des salles de cour et l'amphithéâtre V.

- no  11-11bis : maisons. 
Ces deux maisons sont construites au XVIIIe siècle. Elles sont achetées par l'université Toulouse-I après 1970 dans le cadre du réaménagement des services de l'université. Les quatre étages sont affectés à la Maison des étudiants et sont occupés à des salles de réunion, au Service formation ouverte et à distance, ainsi qu'aux siège des associations et des syndicats étudiants, et aux organisations syndicales des personnels de l'université.

### Immeubles
- no  2 : immeuble. 
L'immeuble, à l'angle de la place du Peyrou, est construit dans la deuxième moitié du XIXe siècle, dans le style néo-classique, suivant le nouvel alignement. Le rez-de-chaussée est traité en bossage. Le comble est percé de lucarnes ornées de couronnes de fruits en terre cuite[16].

- no  28 : immeuble ; Maison des solidarités. 
L'immeuble, style néo-classique, est construit dans la deuxième moitié du XIXe siècle. L'utilisation de la brique claire, les balconnets des fenêtres du 1er étage, ornés de garde-corps en fonte, lui donnent une certaine noblesse. Dans la travée de droite s'ouvre la porte cochère, qui donne accès à la cour intérieure. Il abrite le centre médico-social des Salenques, devenu Maison des solidarités, du conseil départemental de la Haute-Garonne[17].

- no  47 : immeuble. 
L'immeuble actuel a été élevé dans la deuxième moitié du XIXe siècle à l'emplacement du prieuré Saint-Julien[18].